# Theodor Held
Pour les articles homonymes, voir Held.
Theodor Held (né le 2 avril 1859 à Zeven et mort le 23 août 1947 à Berlin) est un homme d'affaires et député du Reichstag.

## Biographie
Held fait des études secondaires et étudie à une école polytechnique. Il devient d'abord homme d'affaires, puis devient propriétaire d'usine et membre du conseil municipal de Menden en province de Westphalie. De 1894 à 1900, il est conseiller municipal et membre du conseil de l'église de Menden. Il est  également membre du comité exécutif central du Parti national-libéral de 1898 à 1903.
De 1903 au 29 décembre 1908 et de 1912 à 1918, il est député du Reichstag pour la 6e circonscription de la province de Hanovre (Syke (de)-Verden) pour le Parti national-libéral. De 1907 à 1908, il est également membre de la Chambre des représentants de Prusse et de 1919 à 1928 membre du Landtag de l'État libre de Prusse pour le Parti populaire allemand.